# آشوت دوم
آشوت دوم (به ارمنی Աշոտ Բ Երկաթ، به لاتین Ashot II the Iron معروف به پادشاه آهنین) پسر سمبات یکم سومین پادشاه دودمان باگراتونی می‌باشد که از تاریخ ۹۱۴–۹۲۸ میلادی بر ارمنستان سلطنت کرد.

## تاریخ
آشوت دوم توانست انتقام پدرش را از شاهزادگان و واسپورکان-(واسپوراکانها) بگیرد و کشور مستقل ارمنستان را دوباره احیاء کند. آشوت در راس آن دسته از نجبای ارمنی که نسبت به پدرش سمبات اول وفادار مانده بودند و بی آنکه خلع سلاح بشوند در کوهستانها به نبرد ادامه می‌دادند در سال ۹۱۵ اشغالگران را بیرون راند، قلعه‌های مستحکمی را که آنان در تصرف داشتند یکی پس از دیگری تسخیر کرد و شهر «کولپ» را که با اعراب همکاری کرده بود سخت تنبیه نمود.
امیر دیگری از امرای عرب به نام (بکر) مقاصد یوسف را دنبال کرد او در راس یک لشکر بزرگ ارمنستان را اشغال کرد.
آشوت در برابر این لشکر بزرگ که بسیار بیش از سپاهیان او بودند نخست تا منطقه دریاچه سوان عقب نشست لیکن از آنجا به بعد، ارتش ارمنستان به فرماندهی سردار ارمنی شاهزاده «گئورگ مارز پتونی» دست به حمله متقابل زد و شکست سختی را به دشمن وارد کرد و آنان به ناچار عقب‌نشینی نمودند.
این جنگها و نبردها تحکیم استقلال ارمنستان را تأمین کرد و در واقع ارمنستان مستقلی را به وجود آورد.
به گفته نرمان باینس مورخ انگلیسی:
«این نبردهای قهرمانانه پادشاهان باگراتونی ارمنستان با اعراب راه را برای حمله متقابل و پر قدرت امپراتور نیسه فور ملقب به (فوکاس) و برای امپراتور دیگر ژان یکم (امپراتور بیزانس) باز کرد تا سوریه و بین‌النهرین را دوباره تسخیر کنند و مرزهای قلمرو وسیع امپراتوری را برای آخرین بار به او باز پس دهند.»